# ミーアン温泉

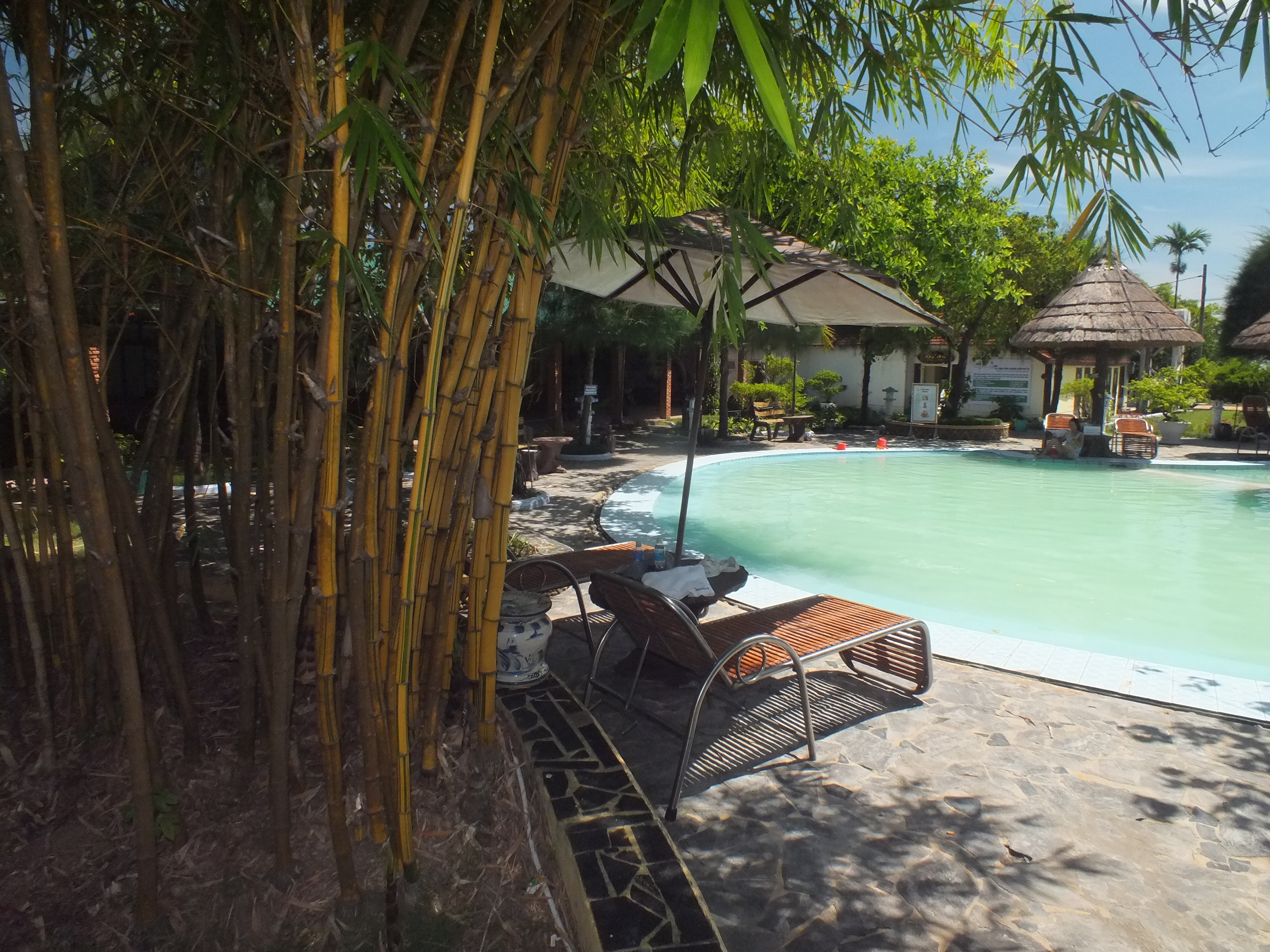
ミーアン温泉 温泉プール

ミーアン温泉（ミーアンおんせん）は、ベトナム社会主義共和国フエ市フーヴァン県フーズオン社ミーアンにある温泉。
以前からある「My An Onsen Spa Resort」のほか、ビテクスコグループ(Bitexco Group)傘下のミーアン観光株式会社(My An)と日本のカワラリゾート（埼玉県）の共同事業による「カワラミーアン温泉リゾート」が、2019年5月に着工された。

## 概要

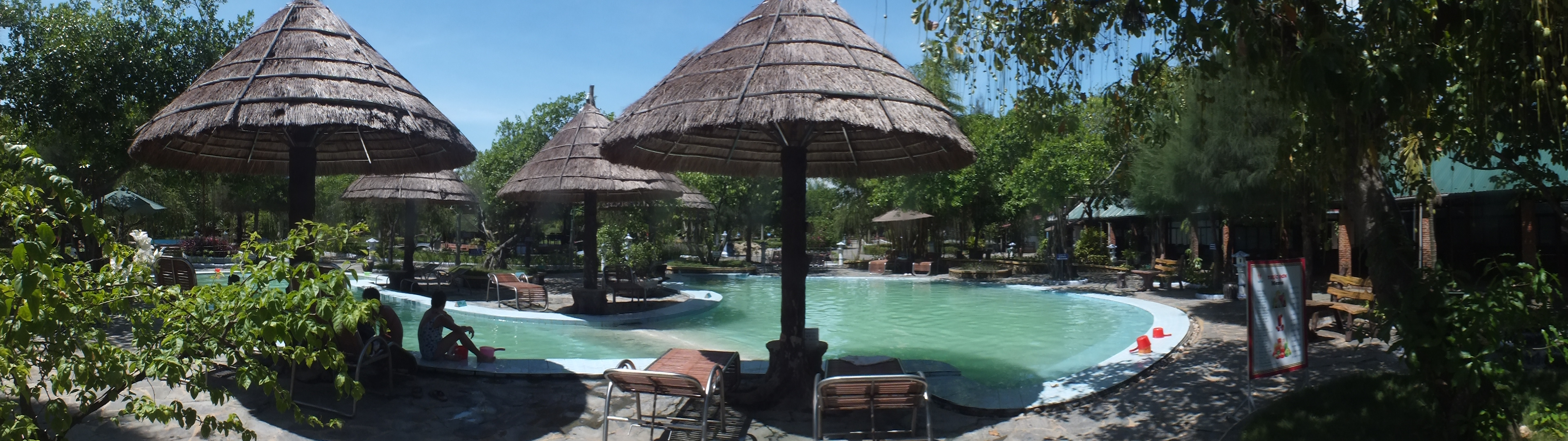
ミーアン温泉

フエにはアルバ・タインタン温泉(Alba Hot Spring Resort)を初めいくつかの温泉があるが、ミーアン温泉はフエ市街から最も近い温泉である。

### My An Onsen Spa Resort
日本の温泉をイメージして作られたといわれるリゾート型温泉施設である。温水プール状にいくつかの露天風呂が造られ、建物内にはプライベート入浴施設もある。湯は硫黄臭がする。屋外温水プールは、水着着用だが、プライベート浴室は不要。レストランと宿泊施設が併設され、プールサイドのフエ式の古いスタイルの伝統的家屋の宿泊棟が設置されている。
2016年10月頃から2017年8月までリニューアル工事が行われた。

#### 施設使用料
- 温泉プール（日帰り）:US$5
- フエ伝統家屋での入湯 (1～2人)：US$30
- フエ伝統家屋宿泊 (入湯料込み)：US$40
- グリーンルーム (入湯料込み)：US$25

#### 所在地
My An Hamlet, Phu Duong Commune, Phu Vang Dist., Thua Thien - Hue

### カワラミーアン温泉リゾート
地場不動産・インフラ開発大手企業のビテクスコグループ(Bitexco Group)傘下のミーアン観光株式会社(My An)が、日本のカワラリゾートとの共同事業により、2018年9月に着工し2019年10月-12月に温泉の営業を開始。2020年4月-6月期にホテルとヴィラをオープンする予定であった。泉質は含ミネラル泉で、高血圧や関節炎、美肌などに効果があるとしている。面積は3.5hで、92部屋の5階建てホテルとヴィラ6棟、浴場、レストラン、会議室などを含み、4つ星リゾートとなる予定。総工費は6000億VND(約28億円)。

## ギャラリー

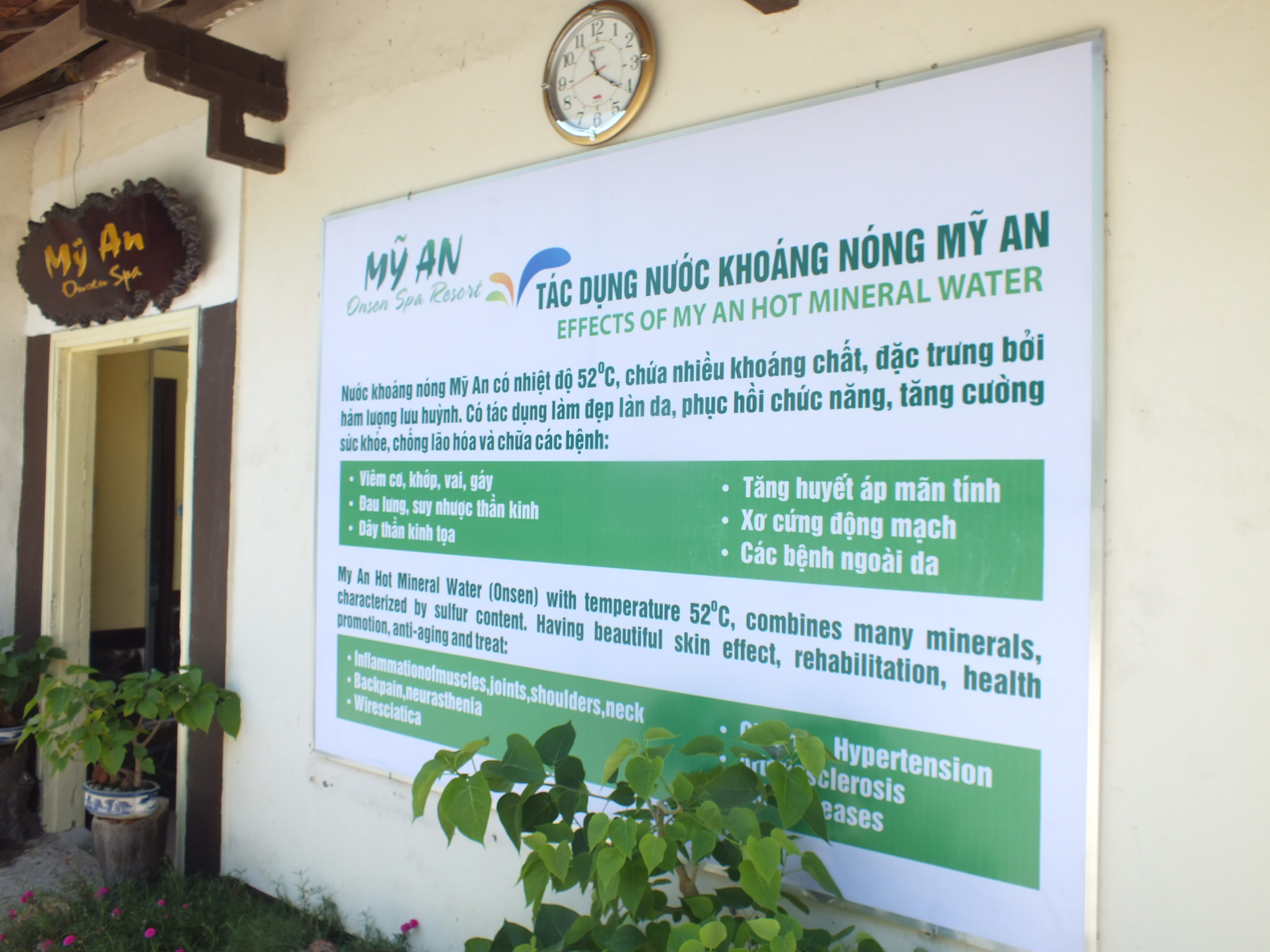
ミーアン温泉入り口
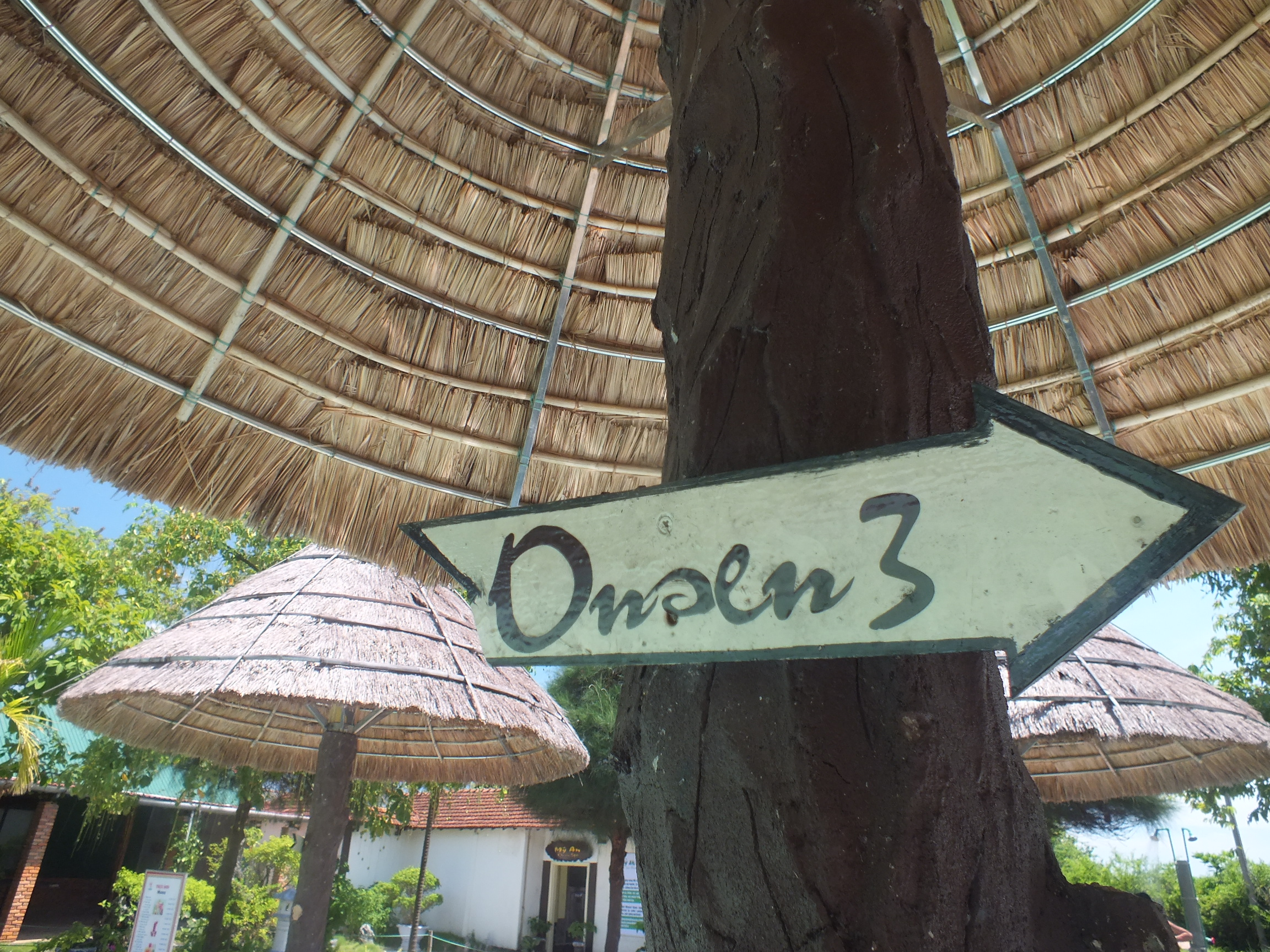
Onsenの表示
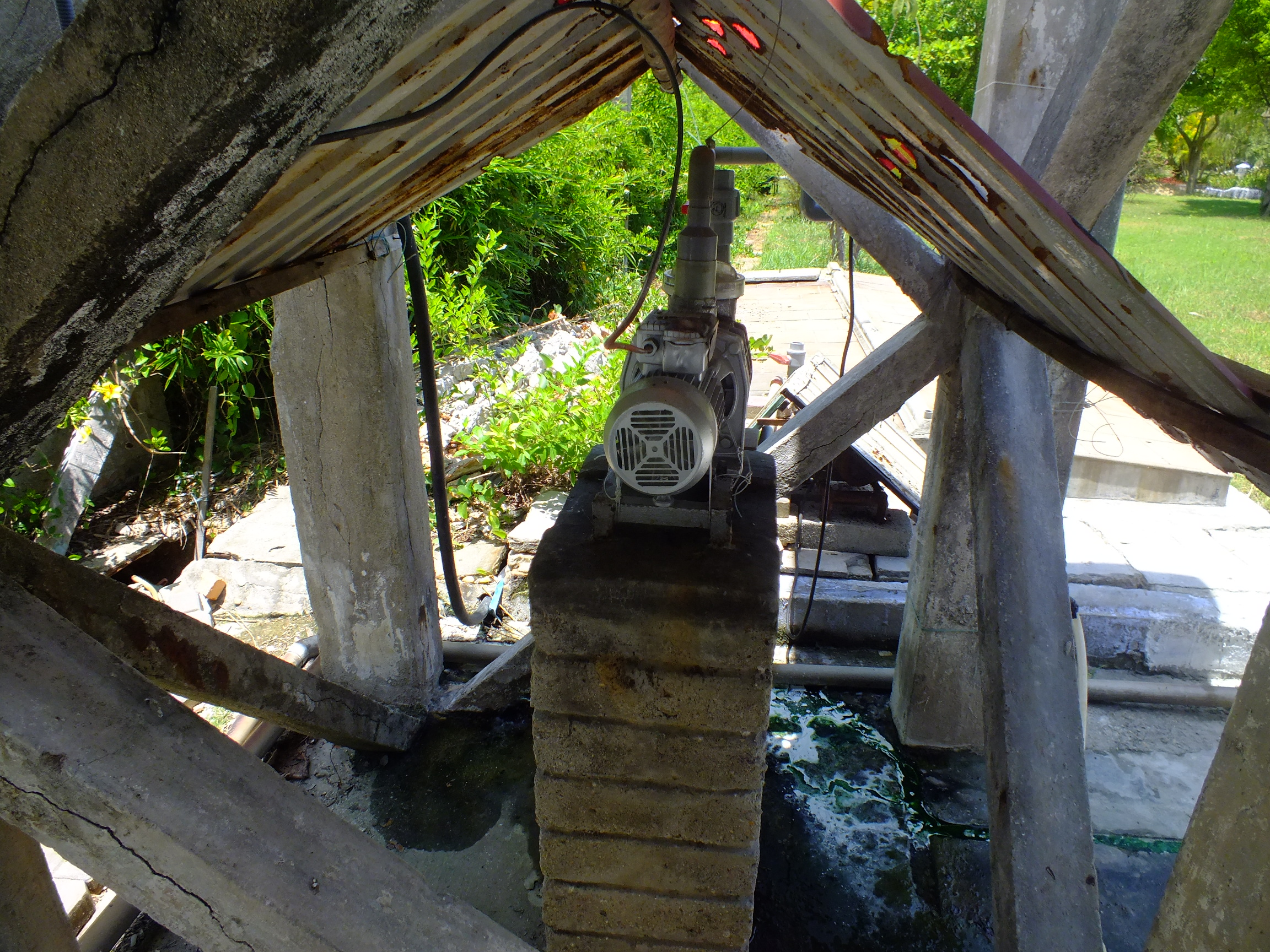
ミーアン温泉源泉とポンプ
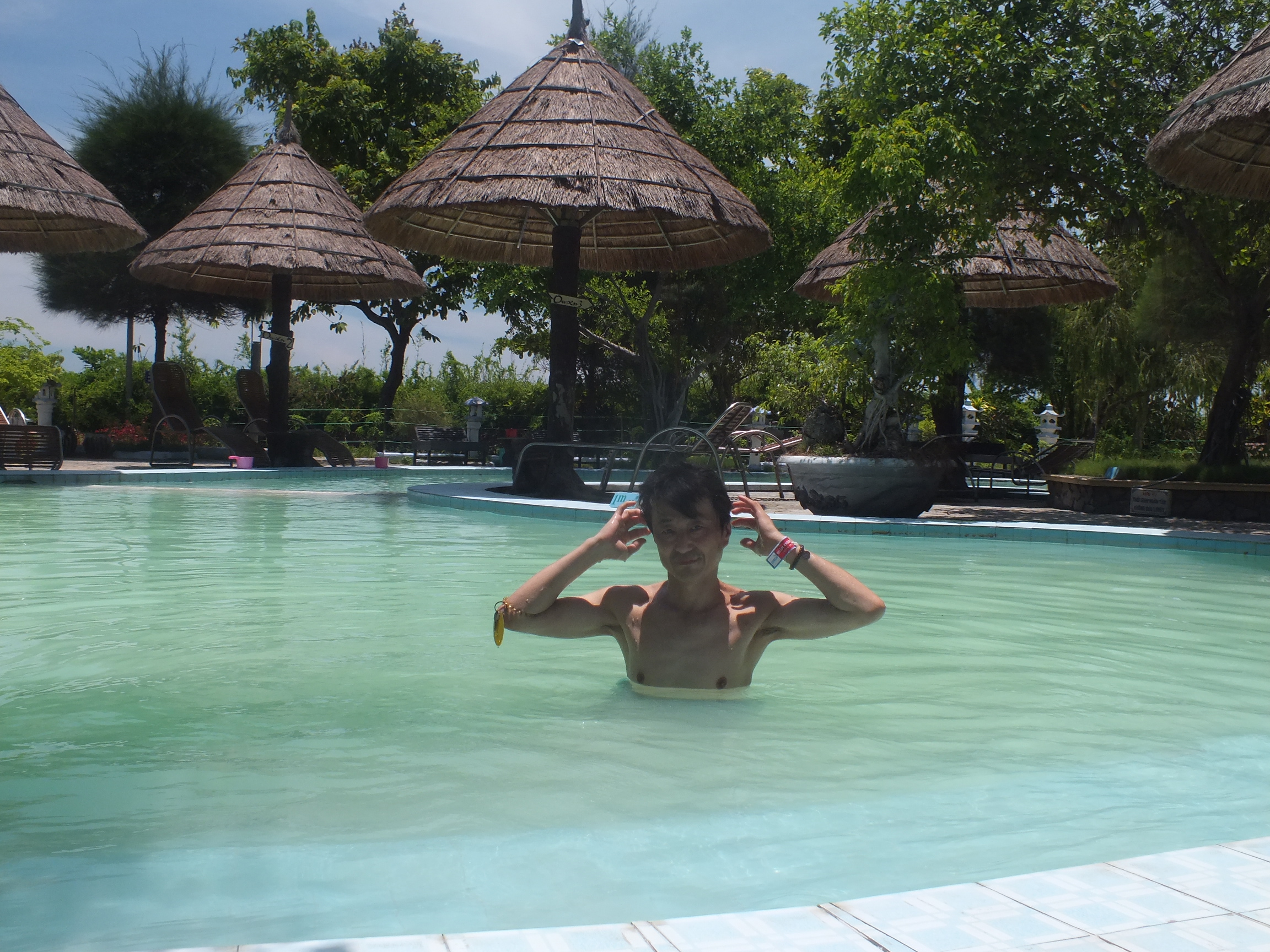
温泉プールでは水着の着用が義務付けられている。
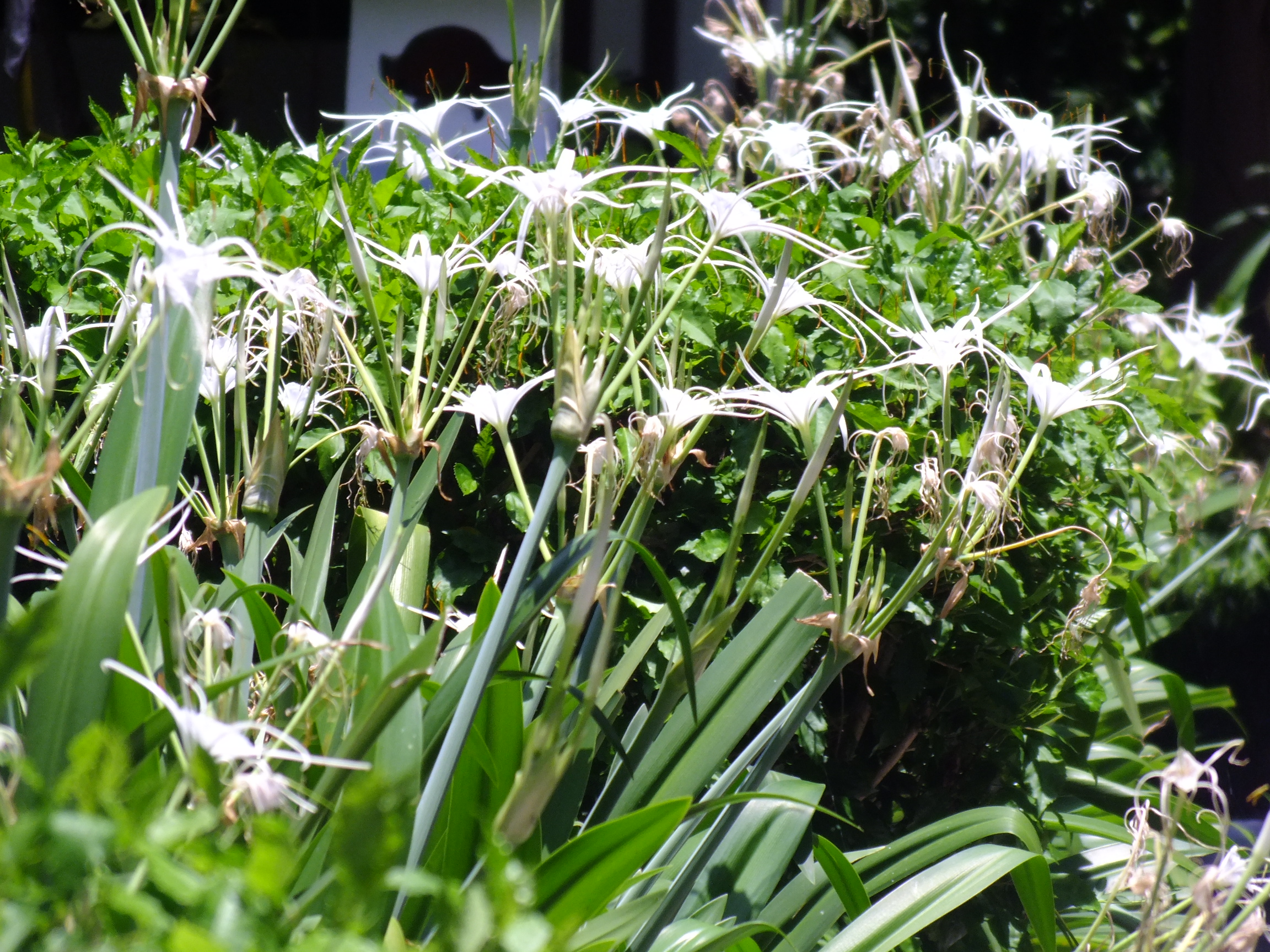
様々な熱帯植物が植栽される
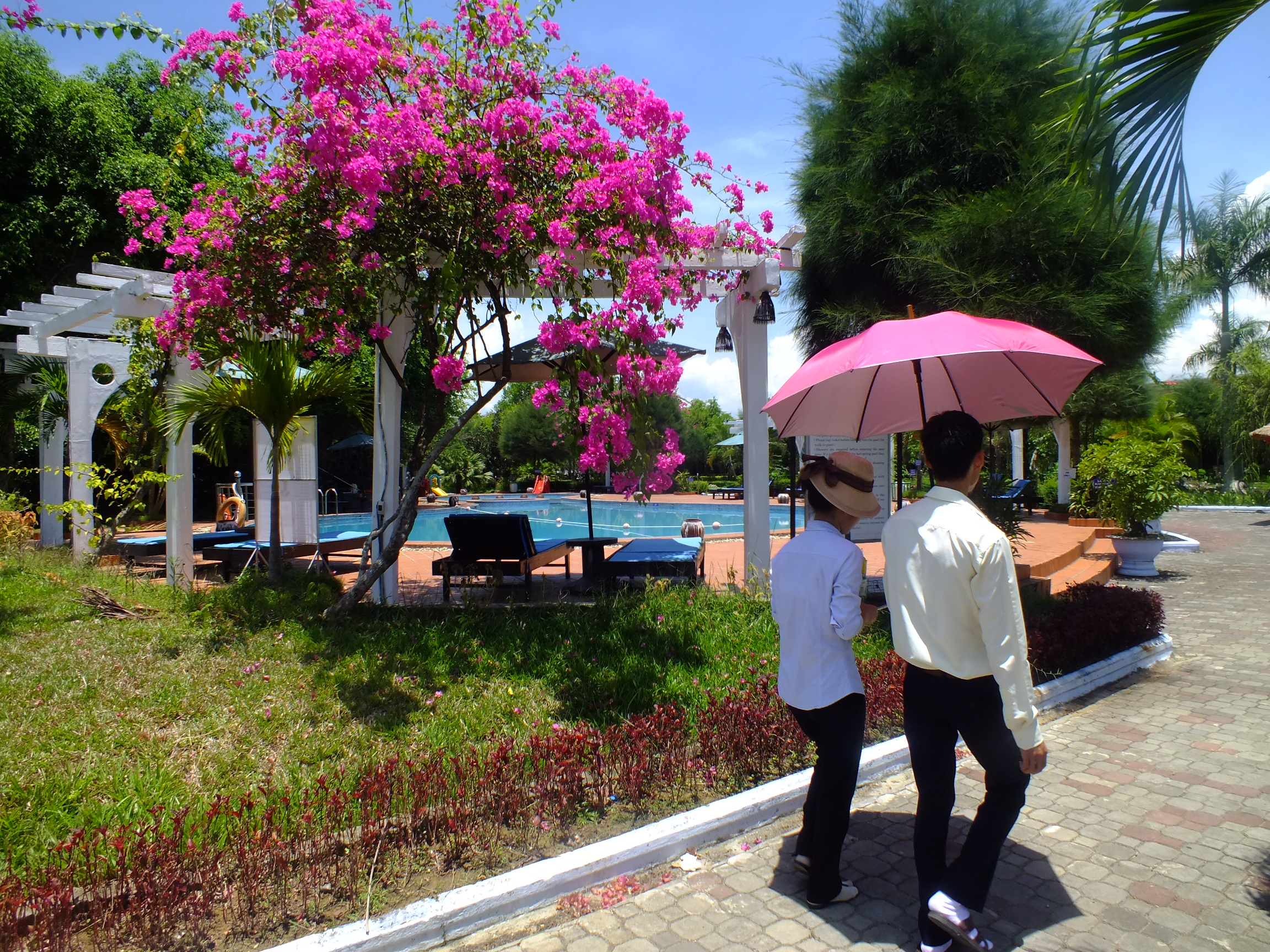
ブーゲンビリアが咲き乱れるリゾート内